# Воинца (футбольный клуб, Сибиу)
«Воинца» Сибиу (рум. CSU Voinţa Sibiu) — бывший румынский футбольный клуб из города Сибиу, в одноименном жудеце в центральной Румынии. Клуб был основан в 2007 году, расформирован в 2012 году. Домашние матчи проводил на Муниципальном стадионе, вмещающем 14 200 зрителей. Лучшим результатом в чемпионате Румынии является 16-е место в сезоне 2011/12.

## История

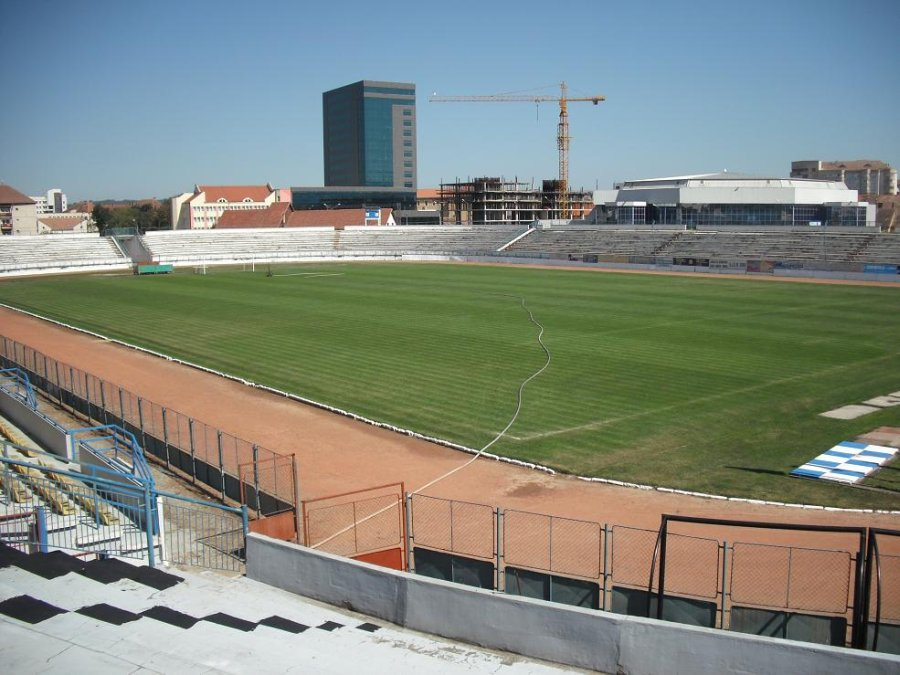
Муниципальный стадион (Сибиу)

Футбольный клуб «Воинца» был основан летом 2007 года, заменив собой расформированные команды «Сибиу» и «Интер Сибиу».
Всего за три сезона клуб поднялся из Лиги IV в Лигу I. 
В сезоне 2009/10 «Воинца» выиграла чемпионат Лиги III в Серии VI и вышла в Лигу II.
«Воинца» отлично стартовала в кубке Румынии 2010/11 и вышла в 1/16 финала, где встретилась с клубом Лиги I и сильным соперником из жудеца Сибиу, «Газ Метан Медиаш». 21 сентября 2010 года «Воинца» неожиданно победила «Газ Метан» в Сибиу. Основное время закончилось вничью 1:1, а в дополнительное время «Воинца» победила со счётом 3:1, гости играли матч вторым составом. В 1/8 финала «Воинца» потерпела поражение в серии пенальти от прославленного клуба «Политехника Тимишоара» и выбыла из кубка.
В следующем сезоне «Газ Метан» взял реванш в чемпионате. Они обыграли «Воинцу» в обоих матчах: 3:0 дома в Медиаше и 2:0 в Сибиу.
«Воинца» занимала 1-е место после первой половины сезона 2010/11 Лиги II и имела прекрасную возможность впервые в истории выйти в Лигу I. По итогам сезона «Воинца» заняла 4-е место, но не всё было потеряно, потому что Румынская федерация футбола (FRF) решила, что будет проведён раунд плей-офф за последнее вакантное место в Лиге I 2011/12 между командами «Сэгята Нэводари» и «Воинца Сибиу».
Сыграв вничью 0:0 в Нэводари и победив 2:0 в Сибиу, «Воинца» впервые в истории вышла в Лигу I. Сибиу снова был представлен в высшей лиги Румынии после 15 лет отсутствия, «Интер Сибиу» в последний раз играл в Дивизии A в сезоне 1995/96. В Лиге I «Воинца» набрала своё первое очко в первом туре, сыграв дома вничью со «Стяуа Бухарест» 1:1, а свою первую победу одержала во втором туре в Плоешти над «Астрой» 1:0.
По итогам сезона «Воинца» заняла 16-е место в Лиге I с 32 очками и вылетела в Лигу II, проведя всего лишь один сезон в высшей лиге.
После 11 туров, сыгранных в Лиге II 2012/13, «Воинца» снялась с чемпионата из-за огромных долгов.

## Достижения
Лига III
- Победитель (1): 2009/10

Лига IV
- Победитель (1): 2008/09

## Статистика выступлений в чемпионатах Румынии
| Сезон   | Ранг | Турнир              | Место | И  | В  | Н | П  | ГЗ | ГП | Очки |
| ------- | ---- | ------------------- | ----- | -- | -- | - | -- | -- | -- | ---- |
| 2007/08 | 5    | Лига V (Сибиу)      | 1     |    |    |   |    |    |    |      |
| 2008/09 | 4    | Лига IV (Сибиу)     | 1     |    |    |   |    |    |    |      |
| 2009/10 | 3    | Лига III (Серия VI) | 1     | 34 | 24 | 6 | 4  | 66 | 21 | 78   |
| 2010/11 | 2    | Лига II (Серия II)  | 4     | 28 | 14 | 8 | 6  | 36 | 17 | 50   |
| 2011/12 | 1    | Лига I              | 16    | 34 | 8  | 8 | 18 | 24 | 45 | 32   |

## Известные игроки
Полный список игроков клуба «Воинца» Сибиу, о которых есть статьи в Википедии, см. здесь
- Николае Григоре (2008—2012)
- Даниэль Тэтар (2009—2012)
- Ойген Беза (2010—2012)
- Клаудиу Буня (2010—2012)
- Юлиан Попа (2010—2012)